# وپاتانا
وپاتانا (به لاتین: Wepatana) یک منطقهٔ مسکونی در سری‌لانکا است که در استان مرکزی (سری‌لانکا) واقع شده‌است.